# Cine-Teatro de Santo António
O Cine-Teatro de Santo António é um teatro português da cidade do Funchal, na Madeira. Tem como companhia de teatro residente o TEF, que realiza neste espaço espetáculos e atividades.